# توربواکسپندر

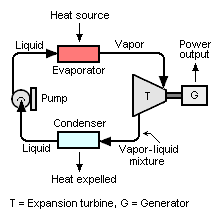
نمای شماتیک یک توربواکسپندر مورد استفاده در سامانه تولید توان.

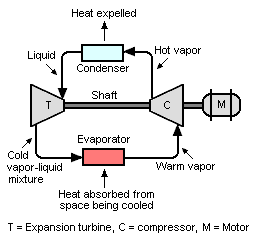
نمای شماتیک یک توربواکسپندر مورد استفاده در سامانه تبرید.

توربواکسپندر (به انگلیسی: Turboexpander) یا توربین انبساطی، یک توربین گریز از مرکز یا جریان محوری است که از طریق آن یک گاز فشار بالا برای تولید کار که اغلب برای راندن کمپرسور یا ژنراتور استفاده می‌شود، گفته می‌شود.
از آنجایی که کار از انبساط گاز فشار بالا استخراج می شود، انبساط توسط یک فرایند ایزنتروپیک (یعنی یک فرایند انتروپی ثابت) تقریب زده می‌شود و گاز خروجی کم فشار از توربین در دمای بسیار پایین، منفی ۱۵۰ درجه سانتی‌گراد یا کمتر، بسته به فشار عملیاتی و خواص گاز بیرون می‌آید. در این فرایند، مایع‌سازی جزئی گاز انبساط یافته کاربرد زیادی ندارد.
توربواکسپندرها به عنوان عامل تولید تبرید در فرایندهای صنعتی مانند استخراج اتان و مایعات طبیعی گاز (NGLs) از گاز طبیعی، مایع‌سازی گازها (مانند اکسیژن، نیتروژن، هلیوم، آرگون و کریپتون) و سایر فرایندهای کم دما استفاده می‌شود. همچنین از توربواکسپندرها در ایستگاه‌های تقلیل فشار گاز برای تولید برق استفاده می‌شود.
توربواکسپندرهای کنونی که در حال بهره‌برداری هستند دارای محدوده توان از ۷۵۰ وات تا ۷.۵ مگاوات (۱ اسب‌بخار تا ۱۰۰۰۰ اسب‌بخار) هستند.

## استفاده از توربو اکسپندر در کاربردهای کرایوژنیک
در نیمه دوم قرن بیستم، استفاده از اکسپندر-کمپرسور در پلنت‌های کرایوژنیک گاز طبیعی شروع شد. الزاماتی که در افزایش راندمان گرمایی پلنت، به حداقل رساندن فید (feed) مصرفی در پلنت‌‎های گاز طبیعی مایع (LNG) و کاهش آلودگی‌های CO2 وجود داشت، باعث گسترش طراحی‌های فرآیندی پلنت با در نظر گرفتن توربو اکسپندر شد.
در کاربردهای کرایوژنیک ، اغلب منفعت اقتصادی حاصل از توربو اکسپندر، به دلیل کاهش آنتالپی سیال و به تبع آن کاهش دما می‌باشد. سیال سردتر که از توربو اکسپندر خارج می‌شود به افزایش بازده گرمایی پلنت کمک می‌کند. علاوه بر این، توان شفتی که توربو اکسپندر از سیال بدست می‌آورد، می‌تواند باعث کاهش توان ورودی پلنت شود. هرکدام از این موارد باعث کاهش توان مخصوص مصرفی برای سیکل سرمایش شده و کاهش هزینه‌ها و به تبع آن افزایش منفعت اقتصادی پروژه را در پی دارد.

## استفاده از ولو ژول تامسون به موازات توربو اکسپندر
در سیستم‌های اکسپندر کرایوژنیک، یک ولو ژول تامسون (JT) به موازات اکسپندر قرار داده می‌شود. این ولو به گونه‌ای تنظیم می‌شود تا در صورت از کار افتادن اکسپندر از توقف کلی (Shut Down) فرآیند جلوگیری کند.